# Wichtrach
Wichtrach ist eine politische Gemeinde im Verwaltungskreis Bern-Mittelland des Kantons Bern in der Schweiz. Sie wurde am 1. Januar 2004 durch freiwilligen Zusammenschluss der bisher selbstständigen Gemeinden Niederwichtrach und Oberwichtrach gegründet.

## Geographie
Wichtrach liegt auf 538 m ü. M. etwa auf halbem Weg zwischen Bern und Thun, 11 km nordnordwestlich der Stadt Thun (Luftlinie). Das Dorf erstreckt sich am östlichen Rand des breiten Aaretals, zwischen dem Belpberg im Westen und der Höhe von Häutligen im Osten.
Die Fläche des 11,60 km² grossen Gemeindegebiets umfasst einen Abschnitt der Aareniederung zwischen Bern und Thun. Die westliche Grenze verläuft entlang der kanalisierten und begradigten Aare, welche auf weite Strecken von einem Waldgürtel begleitet wird. Von der Aare erstreckt sich der Gemeindeboden ostwärts über die rund 1,5 km breite Talniederung und den sanft ansteigenden Hang bis in den Wiftrechwald. Dieser Hang wird durch verschiedene kleine Bäche und Täler untergliedert. Im Gebiet des Hubewaldes wird mit 810 m ü. M. der höchste Punkt von Wichtrach erreicht. Nach Südosten reicht der Gemeindebann auf den Moränenwall des Bergachers sowie in das bei Oberwichtrach mündende und parallel zur Aare verlaufende Tälchen zwischen dem Predigtwald und dem Lischiwald. Von der Gemeindefläche entfielen 1997 12 % auf Siedlungen, 22 % auf Wald und Gehölze und 65 % auf Landwirtschaft; etwas mehr als 1 % war unproduktives Land.
Wichtrach besteht aus den beiden Ortsteilen:
- Niederwichtrach (549 m ü. M.) am östlichen Rand der Aareniederung, 1412 Einwohner (2007).
- Oberwichtrach (546 m ü. M.) am östlichen Rand der Aareniederung, mit den Siedlungen Stockeren (532 m ü. M.) und Stadelfeld (532 m ü. M.) in der Aareebene, insgesamt 2478 Einwohner (2007).

Ferner gehören zahlreiche Hofgruppen und Einzelhöfe zu Wichtrach. Wichtrach ist von neun Nachbargemeinden umgeben, nämlich Münsingen, Häutligen, Oberdiessbach, Herbligen, Oppligen, Kiesen, Jaberg, Kirchdorf (BE) und Gerzensee.

## Geschichte

Pfarrhaus und Kirche, Bild von Jakob Samuel Weibel (1771–1846)

Das Gemeindegebiet von Wichtrach war schon sehr früh bewohnt, was durch Funde von Mauerresten einer römischen Siedlung auf dem Lerchenberg nachgewiesen werden konnte. Die erste urkundliche Erwähnung des Ortes erfolgte 1180 unter dem Namen Wichtracho. Später erschienen die Bezeichnungen Wictrache (1246), Wictraho (1248) und Wichterach (1271). Eine Unterteilung in superiori Wichtrach und inferiori Wichtrach ist von 1266 belegt. Der Ortsname geht wahrscheinlich auf den lateinischen Personennamen Victorius zurück und bedeutet mit der Endung ‑ach so viel wie Landgut des Victorius.
Im Mittelalter lag das Herrschaftsrecht über Wichtrach während langer Zeit beim Kloster Einsiedeln. Im 14. Jahrhundert ist ein Adelsgeschlecht von Wichtrach bezeugt. Im Jahre 1528 gelangte Wichtrach unter direkte Berner Herrschaft und wurde dem Landgericht Konolfingen unterstellt. Darin wurde Wichtrach Standort eines Vennergerichts. Nach dem Zusammenbruch des Ancien Régime (1798) gehörten Niederwichtrach und Oberwichtrach während der Helvetik zum Distrikt Steffisburg und ab 1803 zum Oberamt Konolfingen, das mit der neuen Kantonsverfassung von 1831 den Status eines Amtsbezirks erhielt.
Die schon seit längerer Zeit auf verschiedenen Bereichen eng zusammenarbeitenden Gemeinden Niederwichtrach und Oberwichtrach erarbeiteten ein Fusionsprojekt, das an den Gemeindeversammlungen vom 23. April 2003 mit überwältigendem Mehr angenommen wurde. Die Fusion wurde auf den 1. Januar 2004 rechtskräftig.

## Bevölkerung
Mit 4434 Einwohnern (Stand 31. Dezember 2023) gehört Wichtrach zu den mittelgrossen Gemeinden des Kantons Bern. Von den Bewohnern sind 94,7 % deutschsprachig, 1,1 % sprechen Serbokroatisch und 1,1 % Italienisch (Stand 2000). Die Bevölkerungszahl von Wichtrach belief sich 1850 auf 1268 Einwohner, 1900 auf 1370 Einwohner (Summe der Einwohnerzahlen der damaligen Gemeinden Niederwichtrach und Oberwichtrach). Im Verlauf des 20. Jahrhunderts pendelte die Bevölkerungszahl stets im Bereich zwischen 1500 und 1650 Personen. Seit 1960 (1632 Einwohner) wurde eine markante Bevölkerungszunahme, verbunden mit einer Verdoppelung der Einwohnerzahl innerhalb von 30 Jahren, verzeichnet. Das Siedlungsgebiet von Nieder- und Oberwichtrach ist heute lückenlos zusammengewachsen.

## Politik
Gemeindepräsident ist seit 2020 Bruno Riem (FDP).
Bei den Nationalratswahlen 2023 betrugen die Wähleranteile in Wichtrach (in Klammern die Veränderung im Vergleich zu den Wahlen 2019 in Prozentpunkten): SVP 35,51 % (+3,65), SP 15,80 % (+3,38), glp 11,90 % (+1,99), Mitte 8,22 % (−2,33), FDP 7,57 % (−3,59), Grüne 6,61 % (−3,59), EVP 5,69 % (+0,62), EDU 5,60 % (+1,04), Weitere 3,08 % (−1,18).

## Wappen
Das Wappen der Gemeinde Wichtrach wurde festgelegt laut Artikel 11 des Fusionsvertrags vom 23. April 2003 in seinem Anhang 2 und genehmigt durch den Regierungsrat des Kantons Bern.
Wappenbeschreibung
«In Rot eine silberne Pflugschar schrägrechts»
Das Wichtracher Wappen ist nach dem Siegel des ältesten Geschlechts derer von Wichtrach gestaltet. Es enthält eine Pflugschar schräg rechts (die Spitze schaut also nach links). Es gehörte seinerzeit einem Peter von Wichtrach, Burger von Thun, und wurde als dessen Siegel von 1326 bis 1373 benutzt (silberne Pflugschar schräg rechts auf rotem Grund). Oberwichtrach besass das Wappen seit dem 22. April 1938 mit einer roten Pflugschar, schrägrechts auf weissem Grund. Niederwichtrach hatte die Pflugschar gerade nach oben aufgestellt, und zwar in den Farben silberne Pflugschar auf rotem Grund. Die Gemeinde Wichtrach hat die Farben umgedreht. Das neue Wappen entspricht folglich wieder demjenigen von Wichtrach aus dem 14. Jahrhundert.

Niederwichtrach 1858–2003
Oberwichtrach 1938–2003
Wichtrach seit 2004

## Wirtschaft

Luftbild der Aebi, Kraut & Co. von Walter Mittelholzer (1918–1937)

Wichtrach war bis in die zweite Hälfte des 20. Jahrhunderts ein vorwiegend durch die Landwirtschaft geprägtes Dorf. Noch heute haben der Ackerbau, der Obstbau sowie die Milchwirtschaft und die Viehzucht einen wichtigen Stellenwert in der Erwerbsstruktur der Bevölkerung. Zahlreiche weitere Arbeitsplätze sind im lokalen Kleingewerbe und im Dienstleistungssektor vorhanden.
Grössere Gewerbe- und Industriezonen entstanden seit den 1960er Jahren in der Aareebene, insbesondere in Bahnhofnähe. In Wichtrach gibt es heute Betriebe des Baugewerbes, der Informatik, der Elektrobranche, der Film- und Videotechnik, der Automobilindustrie, der Nahrungsmittelverarbeitung, des Gartenbaus und mechanische Werkstätten. Wichtrach ist seit 1907 Standort einer Sekundarschule. Das in Wichtrach ansässige Unternehmen Carrosserie Graber stellte zwischen 1927 und 1970 exklusive Karosserien für Oberklasseautomobile her.
In den letzten Jahrzehnten hat sich das Dorf zu einer Wohngemeinde entwickelt. Ausgedehnte Wohnquartiere wurden in der Aareebene nahe dem Bahnhof und an leicht erhöhter Lage oberhalb der alten Ortskerne errichtet. Viele Erwerbstätige sind deshalb Wegpendler, die hauptsächlich in den grösseren Ortschaften der Umgebung und in den Agglomerationen Bern und Thun arbeiten.

## Wasserversorgung
Am 19. November 2023 entschieden sich die Stimmberechtigten von Wichtrach für den Beitritt zum Wasserverbund Region Bern (WVRB).

## Verkehr

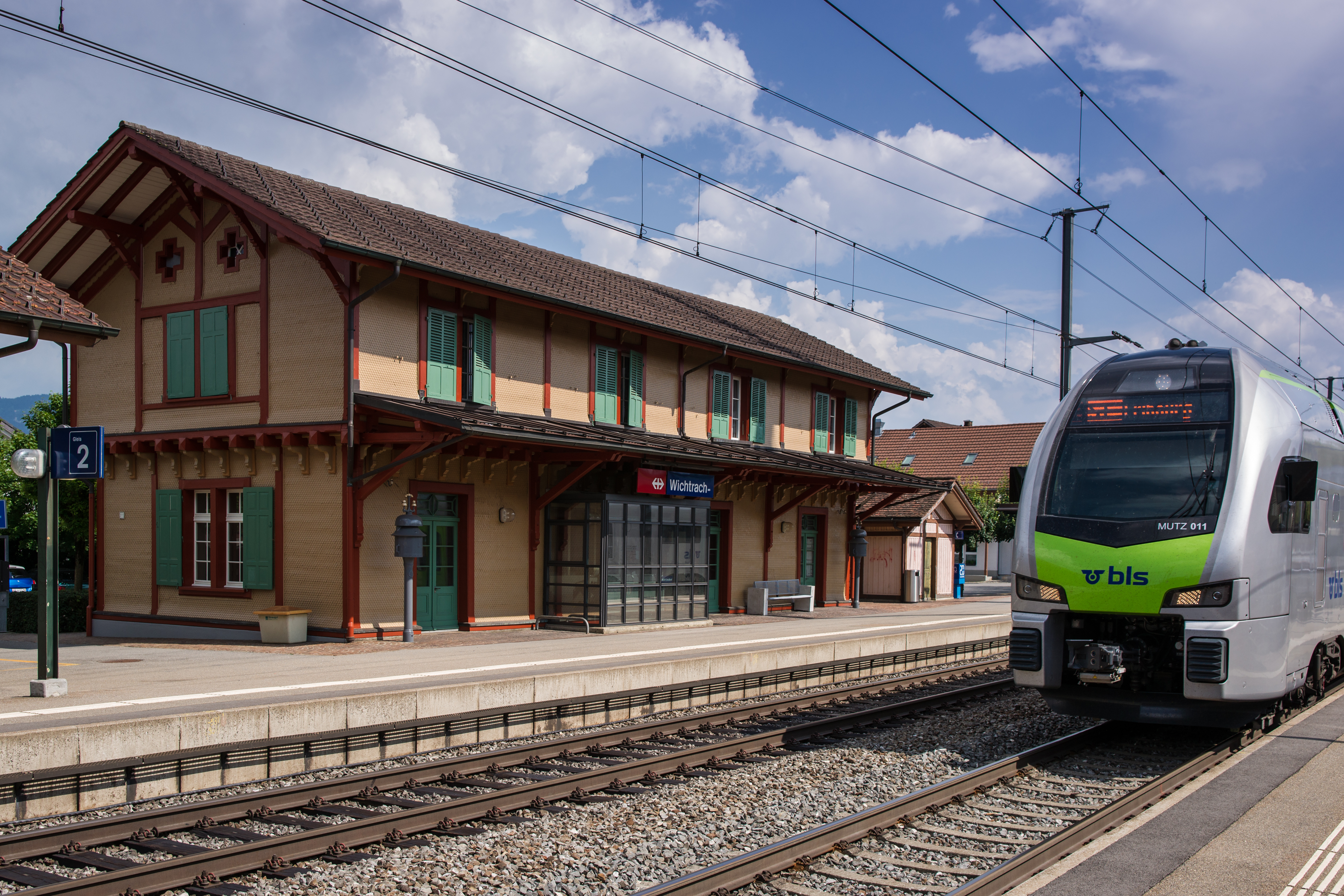
Bahnhof

Die Gemeinde ist verkehrstechnisch gut erschlossen. Sie liegt an der Hauptstrasse 6 von Bern nach Thun. Der nächste Anschluss an die Autobahn A6 (Bern–Thun), welche 1973 eröffnet wurde und das Gemeindegebiet durchquert, befindet sich rund 5 km vom Ortskern entfernt. Am 1. Juli 1859 wurde die Bahnstrecke Bern–Thun mit dem Bahnhof Wichtrach in Betrieb genommen. Für die Feinverteilung im öffentlichen Verkehr sorgen die Postautokurse, welche die Strecke von Münsingen via Wichtrach nach Kirchdorf, Gerzensee und Mühledorf bedienen.

## Sehenswürdigkeiten
Die heutige reformierte Pfarrkirche am Fuss des Lerchenbergs wurde 1745 erbaut. In den alten Ortskernen von Nieder- und Oberwichtrach sind zahlreiche stattliche Bauernhäuser aus dem 18. und 19. Jahrhundert erhalten. Der Schweikhof und der Erlacherhof sind herrschaftliche Landsitze.

## Persönlichkeiten
- Fritz Marbach (* 1892 in Oberwichtrach; † 1974 in Bern), Nationalökonom und Politiker